# لعبة المجرة
لعبة المجرة (بالإنجليزية: Galaxy Game)‏ هي لعبة صالة محاكاة قتال في الفضاء طُورت في 1971 أثناء الحقبة المبكرة من ألعاب الفيديو. صنعها بيل بيتس وهيو تاك، وكانت إحدى أولى الألعاب التي تتطلب الدفع بالعملات المعدنية؛ كان عرض نموذجها الأولي في نوفمبر 1971 في مبنى اتحاد طلاب تريسيدر في جامعة ستانفورد بعد شهور قليلة من عرض مشابه لنموذج من كومبيوتر سبيس، مما جعلها ثاني لعبة فيديو معروفة تُلعب بالمال. لعبة المجرة هي نسخة ممتدة من لعبة سبيسوير لعام 1962، ومن المحتمل أن تكون أول لعبة فيديو تنتشر لعدة منشآت حاسوبية. تتميز اللعبة بسفينتين فضائيتين - «الإبرة» و«الوتد» - تتحاربان بقتال نقاط في حين تناور في بئر الجاذبية لنجم. كلتا السفينتين يتحكم بهما لاعبان.
تكون النموذج الأولي - والذي كلف بيتس وتاك حوالي 20,000 دولار (ما يعادل $127٬806 في 2020) حتى تمكنا من بنائه - من حاسوب صغير من شركة ديجيتال إكوبمينت من نوع بي دي بي-11 متصل بسلك في نهايته وحدة تحكم خشبية بشاشة وأزرار تحكم ومقاعد. كانت اللعبة تطلب من اللاعب 10 سنتات لكل تجربة أو 25 سنت لكل ثلاث تجارب، وجذبت الحشود كعلامة تن ديب التجارية. أقام الشريكان نموذجًا آخر، الذي حل محل الأول في مبنى اتحاد الطلاب في يونيو 1972. تميز بالقدرة على لعب عدة ألعاب في نفس الوقت على أربع شاشات، ومع ذلك بسبب القيود التي فرضتها المساحة ثُبت جهازا تحكم فقط مع شاشتين. جهازا التحكم هذان كان غلافهما من الألياف الزجاجية وكان جهاز بي دي ي-11 موضوعًا في أحدهما. حتى وقت تثبيته، أنفق الرجلان ما يقرب من 65,000 دولار (ما يعادل $402٬152 في 2020) على المشروع، ولكنهما لم ينجحا بجعل اللعبة تخرج للعلن وتصبح تجارة. بقي النموذج الثاني بمبنى اتحاد الطلاب حتى عام 1979، حين أصبح معالج الشاشة معطلاً. أُعيد وضعه في قسم علوم الحاسب بستانفورد في 1997، ثم نُقل إلى متحف تاريخ الحاسوب في 2000، حيث ظل هناك.

## خلفية تاريخية

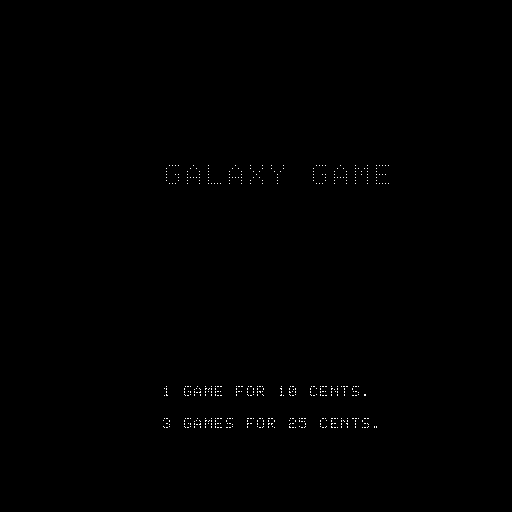
الشاشة الافتتاحية للعبة المجرة.

في مستهل سبعينيات القرن العشرين، كانت ألعاب الفيديو مقتصرة على حكايات المبرمجين والتقنيين الذين يستخدمون الحواسيب، وقد انحصر استخدامهم له في المؤسسات البحثية والشركات الكبرى. إحدى تلك الألعاب كانت سبيسوير، والتي أنشأها ستيف راسيل وآخرون في جمعية البرمجة في معهد ماساتشوستس للتكنولوجيا في 1962 للحاسوب الصغير من نوع بي دي بي من إنتاج شركة ديجيتال إكوبمينت. إذا كان على اللاعبين الاثنين أن يشتبكا في قتال جوي بين مركبتين فضائيتين - على خلفية مجال نجمي - بوجود نجم بالمركز يجذب السفينتين نحوه. نُسخت اللعبة لعدة تثبيتات من الحواسيب الصغيرة المبكرة في المعاهد الأمريكية بعد الإصدار الأولي، مما قد يجعلها تصبح أول لعبة تتاح خارج مؤسسة بحثية واحدة. كانت سبيسوير شائعة في مجتمع البرمجة الصغير في ستينيات القرن العشرين وأُعيد صنعها بكثرة على حواسيب صغيرة وحواسيب كبيرة حينئذٍ، وانتقلت لاحقًا إلى أنظمة الحواسيب الدقيقة. صرح آلان كاي أحد علماء الحاسوب الأوائل في 1972 أن «لعبة سبيسوير تتكاثر عفويًا حيثما يوجد جهاز عرض رسوم متصل بحاسوب»، ويذكر المساهم مارتن غرايتس في 1981 أنه مع انتشار اللعبة في بادئ الأمر كان يمكن العثور عليها في «أي حاسوب بحثي به أنبوب أشعة مهبطية قابل للبرمجة». على الرغم من انتشار اللعبة بتلك الحقبة، لكنها كانت محدودة الوصول: إذ كان ثمن بي دي بي-1 يقارب 120,000 دولار (ما يعادل $766٬836 في 2020) وقد بِيع منه 55 وحدة فقط - معظمها دون شاشة - والذي منع لعبة سبيسوير الأصلية أو أي لعبة من تلك الحقبة بالوصول لأكثر من جماهيرها الأكاديميين. بحث مطورو لعبة سبيسوير عن طرق لتحقيق ربح من اللعبة، ولكن لم يهتدوا إلى فكرة بسبب ارتفاع سعر الحاسوب التي تعمل عليه اللعبة.
في 1966، اقتحم بيل بيتس الطالب في جامعة ستانفورد - الذي كان يهوى استكشاف أنفاق البخار ومباني الحرم الجامعي - المبنى واكتشف أنه مكان مشروع الذكاء الاصطناعي لستانفورد، والذي احتوى نظام حاسوب بي دي بي-6 المشارك للوقت من إنتاج ديجيتال إكوبمينت ومتصل به 20 لوحة كاتبة. كان بيتس مفتونًا بالحاسوب وكان قد أخذ عدة صفوف بالحاسوب تمهيدية، وأقنع رئيس المشروع ليه إيرنست للسماح له باستخدام الحاسوب بعد ساعات. بعد برهة، توقف بيتس عن حضور الصفوف، وأصبح يقضي لياليه في مختبر الحاسوب يتفاعل مع الخريجين وطلاب الدراسات العليا ويلعب لعبة سبيسوير على بي دي بي-6. لعب بيتس غالبًا ضد هيو تاك، وهو طالب في جامعة ولاية كاليفورنيا للفنون التطبيقية وكان صديقًا له من المدرسة الثانوية. أثناء جلسة من سبيسوير حدثت - حسب المصدر - بين 1966 و1969، ذكر تاك أن اللعبة ستكون ناجحة جدًا إن ظهرت منها نسخة بالعملات النقدية. هذا الجهاز لم يكن ليصبح بالإمكان بسبب تكلفة الحواسيب، والشريكان لم يسعيا في المشروع. مع ذلك في 1971، عرف بيتس - الذي كان قد تخرج حينئذٍ وأصبح يعمل في شركة لوكهيد بوظيفة مبرمج لبي دي بي-10 - بشأن جهاز بي دي بي-11، والذي بلغ ثمنه 14,000 دولار آنذاك (ما يعادل $89٬464 في 2020). في حين أن الثمن لا يزال باهظًا بالنسبة لمنتج نامٍ، إذ أن معظم الألعاب الإلكترونية في الصالات كانت تكلف 1,000 دولار آنذاك، وشعر تاك وبيتس أنه رخيص كفاية لبناء نموذج ليحدد المصلحة وأفضل تسعيرة اللعبة الواحدة.

## نظام اللعب

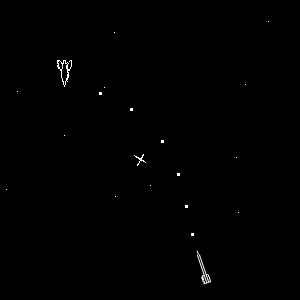
إعادة إنتاج للعبة سبيسوير بلغة جافا، بنظام لعب مشابه للعبة المجرة

يتضمن نظام لعب لعبة المجرة - كلعبة سبيسوير - سفينتين فضائيتين أحاديتي اللون اسمهما «الإبرة» و«الوتد» (مع أن مظهرهما قد تغير في نسخة اللعب بالعملات) يتحكم بكل منهما لاعب، يحاولان ضرب بعضهما البعض أثناء مناورتهما في مستوى ثنائي الأبعاد في بئر الجاذبية لنجم، موضوعتين على خلفية حقل نجمي. تطلق السفينتان طوربيدات لا تتأثر بقوة شد الجاذبية للنجم. تمتلك السفينتان عددًا محدودًا من الطوربيدات وكمية محدودة من الوقود، والذي يُستهلك حين يشغل اللاعب دافعات السفينة. تُطلق الطوربيدات طوربيدًا لكل ضربة، ويوجد بعد كل ضربة فترة تبريد بين كل طوربيد وآخر. تتبع السفينتان قوانين نيوتن، إذ تبقى متحركة حتى وإن لم يُسارعهما اللاعب، ومع ذلك يمكن يمكن للسفينتين الدوران بمعدل ثابت دون أي قصور ذاتي.
يتحكم كل لاعب بإحدى السفينتين ويجب عليه أن يحاول إسقاط السفينة الأخرى أثناء تفاديه للاصطدام بالنجم. يمكن للطيران بالقرب من النجم توفير مساعدة جاذبيته للاعب بوجود خطر سوء تقدير مسار السقوط نحو النجم. إن تخطت سفينة حد الشاشة، فإنها تعاود الظهور على الجانب الآخر منها بتأثير الالتفاف. خاصية الفضاء المتشعب - أو «زر الذعر» - هي طريقة ملاذ أخير يمكن استخدامها لتجنب طوربيدات العدو عن طريق نقل سفينة اللاعب لمكان آخر على الشاشة بعد الاختفاء لعدة ثوانٍ، ولكن إعادة الدخول من الفضاء المتشعب يُظهر السفينة في مكان عشوائي، إذ يوجد احتمال متزايد بانفجار السفينة مع كل استخدام. تتضمن أزرار تحكم اللاعب الدوران في اتجاه عقارب الساعة وعكس اتجاه عقارب الساعة والدفع أمامًا وإطلاق الطوربيدات والفضاء المتشعب. تتميز اللعبة - بتحسينات على الأصلية - بتعديلات اختيارية للعبة بسفن أسرع وطوربيدات أسرع وبإزالة النجم ومجال جاذبيته أو بعكس الجاذبية للابتعاد عن النجم وبإزالة تأثير الالتفاف. التحكم في حركة السفن عن طريق عصا التحكم، في حين أن التحكم في الطوربيدات والفضاء المتشعب وخيارات اللعبة عن طريق لوحة مفاتيح.

## التطوير
بعد ما تقرر شروع العمل على إصدار بالعملة من سبيسوير، اشترى الاثنان - بمساعدة عائلة تاك - جهاز بي دي بي-11 وشرعا بالعمل على نموذج أولي. أنفق الاثنان إجمالي 20,000 دولار (ما يعادل $127٬806 في 2020) لبناء صندوق ألعاب واحد للاعبين اثنين - كاللعبة الأصلية سبيسوير - وقررا أن ثمن اللعبة سيكون بعشر سنتات للمحاولة الواحدة أو 25 سنت للثلاث محاولات، وسيُمنح الفائز في مباراة بمحاولة مجانية. استخدما إصدار بي دي بي-11/20 من بي دي بي-11 (14 ألف دولار)، وشاشة 1300إيه من هوليت-باكارد (3 آلاف دولار) وأنفقا ما تبقى على مستقبلات النقود وأذرع التحكم والأسلاك والتغليف. بنى بيتس معدات الحاسوب وتعامل مع البرمجة، في حين أن تاك - مهندس ميكانيكي - صمم الصندوق الخارجي. بنى تد بانوفسكي محول العرض للشاشة وكانت قابلات العملات من شركة مُصنِّعة للفونوغراف الآلي تسمى روي إنترناشونال وكانت عصي التحكم فائضة من متجر عسكري إذ إنها كانت بقايا من جهاز تحكم طائرة بي-52 ستراتوفورتريس. شيفرة اللعبة كانت مبنية على إصدار من لعبة سبيسوير تعمل على بي دي بي-10 بمعمل الذكاء الاصطناعي في ستانفورد، ولكنه معدل وبه ميزات إضافية.
أعاد بيتس وتاك تسمية منتجهما من سبيسوير إلى غالاكسي غيم (لعبة المجرة) بسبب الميل لعدم نشوب خلاف وأسسا شركة تسمى ميني كمبيوتر أبليكشنز في يونيو 1971 لإدارة اللعبة إذ كانت قد اقتربت من اكتمالها. استغرق تطوير آلة النموذج ثلاثة أشهر ونصف. بحلول شهر أغسطس، بدأت عملية التطوير وأخذا إذنًا بوضع الآلة بمبنى اتحاد الطلبة بتريسدير في ستانفورد على أنه موقع اختبار. حينئذٍ اتصل بهما نولان بوشنل، الذي كان قد سمع عن مشروعهما وأراد أن يريهما مشروعه المشابه لمشروعها.
لعب بوشنل أيضًا سبيسوير في فترة ستينيات القرن العشرين وأراد أن يصنع إصدارًا لصندوق الألعاب منها، ولكنه قد سلك مسارًا تقنيًا آخر. بدأ هو وتيد دابني بحاسوب داتا جنرال نوفا ثمنه 4,000 دولار وقد ظنا أنه سيكون قويًا كفاية لتشغيل عدة ألعاب في آن واحد لسبيسوير؛ وحين اتضح أنه ليس كذلك، شرعا في معاينة معدات الحاسوب ووضعا مكانها أجزاء مخصصة. وبعد فترة قصيرة اكتشفا أن حاسوبًا متعدد الأغراض سيكون رخيصًا للعبة من ألعاب الصالات ولكنه لن يكون قويًا كفاية لتشغيل عدد كافٍ من نسخ لعبة سبيسوير وبالتالي لن يكون مربحًا، وأن حاسوب مبني خصيصًا لتشغيل لعبة واحدة قد يُصنَع بمئة دولار. بحلول شهر أغسطس من العام 1971 عندما اتصل بوشنل بتاك وبيتس، كان قد عرض هو ودابني بالفعل نموذجًا من لعبتهما كومبيوتر سبيس في حانة قرب ستانفورد وقد وجدا شركة تصنيع للعبة في ناتنغ وشركاه. كانا يتوقان عن النسخة المنافسة تجاريًا التي صنعها تاك وبيتس، ولكنهما ارتاحا، وأصابتهما خيبة الأمل بطريقة ما، عندما اكتشفا أنهما لم يحلا تلك المشكلة بعد.
على صعيد آخر، تاك وبيتس كانا منبهرين بعدة بوشنل ولكن لم يكونا منبهرين باللعبة نفسها. لقد شعرا أن كمبيوتر سبيس كانت تقليدًا باهتًا للعبة سبيسوير، في حين أن لعبتهما لعبة المجرة كانت متفوقة على سبيسوير. في نوفمبر 1971، ظهر نموذج لعبة المجرة للمرة الأولى. كان جهاز التشغيل المكسو بخشب الجوز - كاملاً بمقاعد اللاعبين - موجودًا بالطابق الثاني من المبنى ومتصل بجهاز بي دي بي-11 في العلية بسلك طوله 30 متر (100 قدم). نجحت التجربة نجاحًا باهرًا؛ وقال بيتس لاحقًا أن الآلة قد جذبت حشودًا من الناس «عشرة صفوف» يشاهدون اللاعبين. لقد علَّقا شاشة أخرى لبرهة فوق جهاز التشغيل حتى يتمكن المشاهدون من رؤية اللعبة أكثر وضوحًا. الأسعار المنخفضة للعبة لم تقترب من تعويض ثمن جهاز بي دي بي-11، ولكنهما كانا متحمسين بسبب استقبال اللعبة ولم ينويا أن يكون النموذج ذا عائد مادي. وبما أن نموذج لعبة المجرة قد أُتيح للجمهور بعد أشهر قليلة من إصدار نموذج كمبيوتر سبيس، فإن اللعبة تعد ثاني لعبة فيديو تُلعب بالدفع النقدي.
نتيجة لهذا الاستقبال للعبة، بدأ بيتس وتاك العمل على نموذج موسع. للآلة الثانية، بنيا غلافًا من الألياف الزجاجية الزرقاء لجهاز التشغيل وحسَّنا جودة أذرع التحكم بمساعدة محل آلات وعدَّلا الحاسوب بمعالج شاشة جديد ليدعم أربعة ألعاب في نفس الوقت على شاشات مختلفة - إما عدة ألعاب متزامنة أو أربعة أشخاص يلعب نفس اللعبة على شاشتين. ووضعا أيضًا جهاز بي دي بي-11 داخل إحدى أجهزة التشغيل بدلاً من وضعه في مكان منفصل. بينما كانت الخطة الأصلية للعمل على تقليل تكاليف التطوير بعد النموذج الأوليّ، شجعتهما شعبية اللعبة بالتركيز بدلاً من ذلك على صنع آلة أفضل يمكنها تشغيل عدة ألعاب لاسترداد الاستثمار. قاما بتثبيت الإصدار الأحدث من اللبعة في مقهى في مبنى اتحاد الطلبة في يونيو 1972، ولكن بشاشتين فقط بسبب قيود المساحة. عُرض نموذج لعبة المجرة الأصلي في عدة أماكن حول المنطقة، ولكن لم يكن بنجاح النموذج بمبنى اتحاد الطلبة. بمرور الوقت حتى اكتمال النموذج الثاني كان منشئا المشروع قد أنفقا حوالي 65,000 دولار أمريكي (ما يعادل $402٬152 في 2020) على المشروع ولم يكن لديهما طريقة ممكن لكسب نقود تعادل التكاليف ولا الجوانب التجارية لإصدار أكثر انتشارًا. شرح بيتس لاحقًا أنه ركز مع تاك على التحديات الهندسية والتقنية لإنتاج لعبة سبيسوير نقدية صحيحة ولم يلقيا بالاً بالجانب التجاري للمشروع؛ وقد شعر أن كمبيوتر سبيس كانت أكثر نجاحًا بسبب أن بونشل قد ركز أكثر على الجانب التجاري من فكرته أكثر من تركيزه على الجانب التقني.

## التراث
بقي نموذج لعبة المجرة معروضًا في مبنى تريسايدر حتى مايو 1979، حين أُزيل بسبب أن معالج الشاشة أصبح لا يمكن الاعتماد عليه. خلال وقت عرضها، ظلت اللعبة ذات شعبية، «وكان يجتمع حول آلاتها من عشرة إلى عشرين شخص في ليالي الجمعة والسبت أثناء اجتماعات المدرسة». ادعى بيتس لاحقًا أنه بمرور الوقت أُزيلت الآلة، وتمكنت من كسب تكاليف الاستثمار الأصلي. بعد إزالتها، فُككت الآلة، وخُزِّنت أجزاء الحاسوب في مكتب والغلاف خارج المبنى. أُعيدت الوحدة في سنة 1997 بمعالج شاشة معاد تصنيعه ووُضعت على شاشة لعدة سنوات في قسم علوم الحاسب في ستانفورد بجهازي تشغيل متصلين متاحة للاستخدام المجاني للطلبة. وبسبب مشاكل في المساحة والصيانة، نُقلت في سنة 2000 لمتحف تاريخ الحاسوب في ماونتن فيو بكاليفورنيا، في قسم التخزين المعروض. في أغسطس 2010، أعار المتحف جهاز التشغيل لشركة جوجل ليُوضع في مقرها بطلب من بيتس - الذي أراد اللعبة أن تُلعب وتُعرض في آن واحد - بعد نقاش مع نائب الرئيس جوناثان روزنبرغ، والذي عينه تاك وبيتس في عمر الثالثة عشرة عامًا في منتصف تسعينيات القرن العشرين لتنظيف الآلة. وقد عادت إلى المتحف بحالة المعروض القابل للعب.

## وصلات خارجية
- Pictures of the 1997 Galaxy Game display at Stanford University (بالإنجليزية)